# Malfatti (gastronomia)
I Malfatti sono un primo piatto tradizionale della cucina lombarda.
L'impasto viene amalgamato e arrotolato in piccoli cilindri della lunghezza di circa 4/5 cm. Sistemati su vassoi, vengono quindi lessati e conditi con burro, salvia o pomodoro.